# Umwandlungsgesetz
Das Umwandlungsgesetz (UmwG) regelt die Umwandlung von Rechtsträgern, die ihren Sitz in Deutschland haben. Insbesondere die Verschmelzung, Spaltung, Formwechsel und Vermögensübertragungen von gesellschafts-, vereins- oder genossenschaftsrechtlich organisierten Rechtsträgern ist Gegenstand des Umwandlungsgesetzes.
Das Umwandlungsgesetz gehört zu den umfangreicheren Rechtsvorschriften des deutschen Rechts und ist Teil des Gesellschaftsrechts.

## Gründe für das Umwandlungsgesetz
Grundsätzlich obliegt die Entscheidung, in welcher rechtlichen Struktur ein Unternehmen geführt werden soll, den Eigentümern, die aus der Vielzahl der vom Gesetzgeber angebotenen Organisationsformen wählen können. Diese Wahlfreiheit besteht indes nicht nur bei der Gründung des Unternehmens, sondern fortlaufend. Es kann z. B. eine Gesellschaft mit beschränkter Haftung (GmbH) in eine Aktiengesellschaft (AG) umgewandelt werden. Den rechtlichen Rahmen dafür bietet das Umwandlungsgesetz. Die Vorschriften des UmwG sind dabei in weiten Teilen zwingend zu beachten.
Häufig sind steuerliche Gründe für die Gesellschafter die maßgeblichen Gründe für eine Umwandlung der Gesellschaft; häufig sind diese Gründe sogar vorrangig gegenüber den sonstigen zivil- und gesellschaftsrechtlichen Folgen (insbesondere solche im Vertretungsrecht, im Haftungsrecht und im Arbeitsrecht). Die Umwandlung selbst ist ebenfalls steuerlich relevant. Maßgeblich hierzu ist das Umwandlungssteuergesetz (UmwStG).

## Inhaltsverzeichnis
Die sieben Bücher unterteilen sich in mehrere Teile:
- Erstes Buch: Möglichkeiten der Umwandlung (§ 1)
- Zweites Buch: Verschmelzung
  - 1. Teil: Allgemeine Vorschriften (§§ 2–38)
  - 2. Teil: Besondere Vorschriften (§§ 39–122l)
- Drittes Buch: Spaltung
  - 1. Teil: Allgemeine Vorschriften (§§ 123–137)
  - 2. Teil: Besondere Vorschriften (§§ 138–173)
- Viertes Buch: Vermögensübertragung
  - 1. Teil: Möglichkeit der Vermögensübertragung (§§ 174, 175)
  - 2. Teil: Übertragung des Vermögens oder von Vermögensteilen einer Kapitalgesellschaft auf die öffentliche Hand (§§ 176, 177)
  - 3. Teil: Vermögensübertragung unter Versicherungsunternehmen (§§ 178–189)
- Fünftes Buch: Formwechsel
  - 1. Teil: Allgemeine Vorschriften (§§ 190–213)
  - 2. Teil: Besondere Vorschriften (§§ 214–304)
  - (§§ 305–312 sind weggefallen)
- Sechstes Buch: Strafvorschriften und Zwangsgelder (§§ 313–316)
- Siebentes Buch: Übergangs- und Schlussvorschriften (§§ 317–325)

## Nebenstrafrecht
Das Umwandlungsgesetz enthält drei Strafvorschriften, sodass es Teil des Nebenstrafrechts ist:
- § 313 UmwG: Die unrichtige Darstellung der Verhältnisse der beteiligten Rechtsträger oder unrichtige Angaben gegenüber den Prüfern.
- § 314 UmwG: Die Verletzung der Berichtspflicht an die Prüfer vor der Umwandlung.
- § 315 UmwG: Die Verletzung der Geheimhaltungspflicht als Geheimnisträger oder Prüfer eines an der Umwandlung beteiligten Rechtsträgers.